# Daniel Lambo
Daniel Lambo (Willebroek, 10 mei 1968) is een Belgisch filmregisseur, filmproducent, scenarioschrijver en een pionier van de digitale film.

## Biografie
In 2002 regisseerde Lambo zijn eerste kortfilm, dJU!. Deze tragikomedie won op het Internationaal Kortfilmfestival Leuven zowel de publieks- als de juryprijs voor beste Vlaamse kortfilm.
Lambo richtte enkele jaren later het productiehuis Potemkino op. Hier werkte hij als producent onder andere mee aan de bekroonde film Small Gods (2007).
Voor zijn eerste langspeelfilm, Miss Homeless (2010), nam Lambo in zijn eentje de productie, het scenario, de regie, het camerawerk en de montage in handen. Deze docu-fictie over Brusselse daklozen ging in première op de Internationale dag voor de uitroeiing van armoede met gratis vertoningen in twaalf verschillende landen.
Met zijn eigen productiemaatschappij, Lambo Films, maakt hij films over sociaal onrecht en experimenteert hij met digitale film. Het voor een Ensor-genomineerde Dry Branches of Iran (2012) gaat over censuur tijdens de Groene Revolutie in Iran. Het was de eerste Belgische film gefilmd met mobiele telefoons. Traumland (2013), over een monteur die een gewonde Congolees aantreft op zijn woonboot, is een reflectie over etnische diversiteit. Gefilmd met canon 7D. Booster uit 2014, werpt een blik op de leefwereld van enkele stadsjongeren. De Figurant (2016), waarvoor Lambo samenwerkte met auteur Fikry El Azzouzi, is een zwarte komedie over een drugsdealer met acteerambities. In de documentaire Ademloos onderzoekt hij de delokalisatie van de asbestindustrie naar ontwikkelingslanden. Op 13 september 2019 won Ademloos de Ensor voor Beste Documentaire Film 2019 Zijn laatste film Cyclomax gaat over luchtvervuiling en is de eerste Belgische web serie voor kinderen.
Naast eigen producties, is Lambo ook actief als scenarist en regisseur voor andere projecten. Zo werkte hij mee aan de Canvas-serie Duts (2010) en regisseerde hij voor de VTM Faits Divers reeks de zwarte komedie Los Flamencos (2013). Als scenarist schreef hij de VTM-series Crème de la crème (2013), Connie & Clyde (2018) en Glad IJs (2021).

## Filmografie
- Glad IJs (2021): scenarist
- Cyclomax (2019): producent, scenarist en regisseur
- Ademloos (2018): producent, scenarist en regisseur
- Connie & Clyde (2018):scenarist
- De Figurant (2016): producent, scenarist en regisseur
- Booster (2014): producent, scenarist en regisseur
- Los Flamencos (2013): scenarist en regisseur
- Traumland (2013): producent, scenarist en regisseur
- Crème de la crème (2013): scenarist
- Dry Branches of Iran (2012): producent, scenarist en regisseur
- Duts (tv-serie, 2010): coregisseur
- Miss Homeless (2010): producent, scenarist en regisseur
- Where Is Gary (2009): producent
- Vanessa Danse Encore (2009): producent
- Brusilia (kortfilm, 2008): producent, scenarist en regisseur
- Samaritan (kortfilm, 2008): producent
- Tunnelrat (kortfilm, 2008): producent
- Small Gods (2007): producent
- Of Cats & Women (kortfilm, 2007): producent
- Kadogo (kortfilm, 2006): producent, scenarist en regisseur
- Nightshift (kortfilm, 2006): producent
- Gender (kortfilm, 2004): producent, scenarist en regisseur
- Ellektra (2004): coscenarist
- Dju! (kortfilm, 2002): scenarist en regisseur